# Ariel Lois
Ariel Lois (Jerez de la Frontera, Cádiz; 27 de noviembre de 1985) es un actor y cantante español conocido principalmente por su interpretación en contenidos televisivos, teatrales y musicales dirigidos a niños. 
Fue exintegrante vocalista del grupo de música Conecta Kids y actualmente dirige, escribe y protagoniza la serie de televisión infantil Equipo Planeta, de Una Aventura de Trapo, que se emite en Castilla-La Mancha Media.

## Biografía
Nacido en la localidad gaditana de Jerez de la Frontera, Ariel comienza, a muy temprana edad, a asistir a las funciones de títeres que la compañía La Gotera de Lazotea desarrolla cada domingo en el rastro de su ciudad. Ahí surge su interés por la interpretación, representando ante sus familiares obras que él mismo ideaba a la edad de cinco años con un juego de guiñoles y un retablo de madera que le fabrica su padre.
Con ocho años, amplía su público trasladando a su comunidad de vecinos las representaciones, a las que le añade música. A los once años, en su tiempo de recreo del colegio, comienza a escenificar diariamente obras de títeres a los alumnos de educación infantil. 

## Trayectoria Profesional
Su primera experiencia profesional fue a los 17 años como presentador del contenido infantil en las fiestas de San Antón de Jerez de la Frontera. Posteriormente se convierte en la imagen del Zoobotánico Jerez durante tres años, dirigiendo los espectáculos diarios del centro y protagonizando algunos de ellos. 
Durante la temporada de 2009/2010 acompaña al Circo de Rody Aragón en su espectáculo Clásicos homenajeando, con temas musicales, a Fofó y Los Payasos de la Tele. En 2010, el productor Juan Carlos Calderón le propone defender su propuesta Gracias por vivir en el proceso de preselección de RTVE para representar a España en el Festival de Eurovisión.
Ese mismo año dirige y presenta su primer programa de televisión infantil, El Galeón, en la cadena de televisión local Onda Jerez TV. El programa, centrado en la temática pirata y educación, se emitió los fines de semana durante tres temporadas.
En 2012 participa en su primer musical, Abrazos, interpretando al protagonista Luis. La producción se mantuvo en Madrid durante dos temporadas navideñas, realizando también una gira por todo el país y lanzando varios DVDs y CDs al mercado.
En 2013 fue integrante del grupo de música infantil Conecta Kids, formado por otros tres integrantes, Ana, Clara y Paul Dj. Desde 2013 hasta 2017 llegaron a sacar hasta tres álbumes: Bienvenid@s a la fiesta de CKDS, Bienvenid@s a la fiesta de CKDS (Party Edition) y El cumple de Pocoyó. El grupo es conocido por su vinculación al canal de televisión infantil Clan, para el cual crearon el sencillo Conéctate al verano en Clan con el objetivo de musicalizar la parrilla de la cadena durante los meses de verano de 2015 y 2016. Además, han grabado varios videoclips con Los Lunnis y Pocoyó, incluido El cumple de Pocoyó con motivo del décimo aniversario del dibujo animado.
Ese mismo año crea también el personaje de Renée para un ciclo de teatro en su ciudad natal con los espectáculos El Gusanito y El Punto Limpio. Debido a la buena acogida, decide cambiar el formato y crea el canal educativo de Renée, Una Aventura de Trapo, en YouTube.
En 2014, comienza una nueva etapa radiofónica en Baby Radio, emisora exclusivamente infantil de la provincia de Cádiz, participando en el primer espectáculo musical, El Bosque de Mon. Comienza a convertirse en una cara conocida de la radio, llegando a dirigir y presentar los eventos de la gira del X Aniversario de Baby Radio en 2021. 
En 2016 protagoniza, guioniza y dirige el musical infantil Mowgli, el cachorro humano. Ahí entra en contacto con 156 Producciones, la empresa encargada de su distribución, con la que después desarrollaría gran parte de sus proyectos. Posteriormente participa en el espectáculo Ratón Pérez y el enigma del tiempo como director artístico e interpretando los papeles de Berto y Pérez. La producción estuvo en gira y en residencia en Madrid durante seis meses en el entonces llamado Teatro Cofidis Alcázar. 
En 2019 interpreta el papel del Sombrerero Loco en el musical familiar Alicia y el País de las Maravillas.
En 2020 produce junto a 156 Producciones la obra teatral Caperucita Roja, el bosque te necesita que se representa en Castilla-La Mancha, siendo el primer espectáculo de su personaje de trapo Renée, que interpreta a Caperucita. 
En 2023 se embarca en Equipo Planeta, una serie infantil de educación medioambiental en la que es director, protagonista, guionista y compositor, entre otros. El programa, que se emite en Castilla-La Mancha Media, pretende concienciar a los niños sobre la importancia de conocer, proteger y preservar el planeta.

## Música

### Sencillos
- Caperucita Roja (2020)
- Patito Feo (2020)
- Cuento de Navidad (2020)
- Tres Cerditos (2020)
- Fantasma Llorón (2020)
- Pinocho (2021)
- Peter Pan (2021)
- Ratón Pérez (2022)
- Equipo Planeta (2023)
- Cambio Climático (2025)

## Premios y nominaciones
En 2018, Ariel es nominado como Mejor Actor Protagonista en los premios BroadwayWorld Spain por su papel en Ratón Pérez y el enigma del tiempo. Ese mismo año, el musical Mowgli, el cachorro humano, fue finalista como Mejor Musical Infantil en la 11ª edición de los Premios Teatro Musical.
El programa de televisión Equipo Planeta, del que Ariel Lois es protagonista, es nominado en sus dos temporadas a los Premios Iris de la Academia de las Ciencias y las Artes de Televisión de España en la Categoría de Mejor Programa Infantil. 